# محوطه پیشه‌ور
محوطه پیشه‌ور مربوط به دوران‌های تاریخی پس از اسلام است و در شهرستان دنا، بخش مرکزی، روستای امیرآباد واقع شده و این اثر در تاریخ ۱۱ شهریور ۱۳۸۲ با شمارهٔ ثبت ۹۸۳۸ به‌عنوان یکی از آثار ملی ایران به ثبت رسیده است.